# 思
仏教用語における思（し）とは、パーリ語およびサンスクリット語のチェータナー（Cetanā）に由来する言葉であり、一般的には意志、意図、方向性と訳される。特定の方向、目標、ゴールに向かおうとする意志を指す。
思は仏教経典の中で以下と定義されている。
- 上座部仏教においては、7心所のひとつ
- 説一切有部においては、10の大善地法のひとつ
- 大乗仏教においては、5心所のひとつ
- 業（カルマ）創造に関与する最も重要な精神的要因 [3]

## 上座部仏教
ひとは思によって身口意（＝三業, さんごう）が形成される。行為（kamma）の善悪は、身口意として発現される意思によって決定されるのである。
さらに仏教は、すべてのものに原因が存在するという見解に立つため（因果）、「思が自発的なものであること」の否定を認めていない。その帰結として、悪行からは悪果を生むために（善因楽果・悪因苦果）、仏教は自律を説くのである。